# Ohaře
Ohaře település Csehországban, a Kolíni járásban. Ohaře Sány, Polní Chrčice, Lipec, Radovesnice II, Jestřabí Lhota és Němčice településekkel határos. Lakosainak száma 316 fő (2024. január 1.).

## Népesség
A település lakosságának változását az alábbi diagram mutatja:
| Lakosok száma | 596  | 624  | 676  | 489  | 304  | 248  | 288  | 293  | 295  | 316  |
|               | 1869 | 1890 | 1921 | 1950 | 1980 | 2001 | 2017 | 2019 | 2022 | 2024 |